# Dendromus vernayi
Dendromus vernayi är en däggdjursart som beskrevs av Hill och Carter 1937. Dendromus vernayi ingår i släktet Dendromus och familjen Nesomyidae. IUCN kategoriserar arten globalt som otillräckligt studerad. Inga underarter finns listade i Catalogue of Life.
Arten når en kroppslängd (huvud och bål) av 6,3 till 7,7 cm och en svanslängd av 8,0 till 8,6 cm. Bakfötterna är cirka 2 cm långa och viktuppgifter saknas. Den långa och mjuka pälsen har på ovansidan en brun till rödbrun färg och undersidan är täckt av gråaktig päls. Även håren på ryggen är gråa nära roten. Dessutom finns en svart längsgående linje på ryggens topp från ryggens centrum till början av svansen. Svansen kan användas som gripverktyg och den har en mörk ovansida samt en ljus undersida. Vid framtassarna är tummen och lillfingret förkrympta och de andra fingrarna är utrustade med långa klor. Vid bakfoten är endast stortån kort och alla andra tår bär klor. Dessutom är den femte tån motsättlig.
Denna gnagare är bara känd från en liten bergstrakt i centrala Angola som ligger cirka 1500 meter över havet. Området var vid upptäckten åkermark och innan fuktig savann.